# Arhitectura în Thailanda

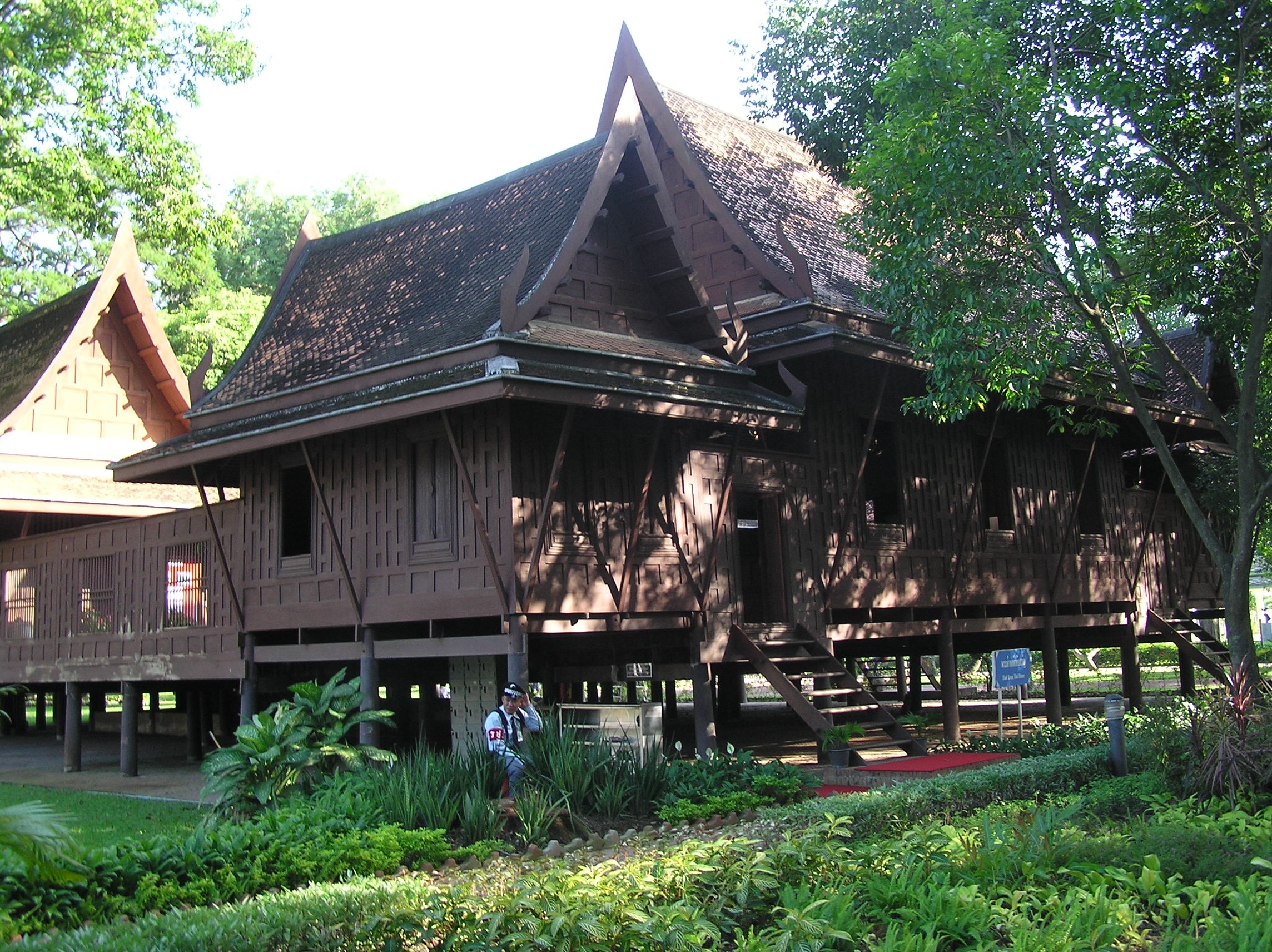
Casă tradițională din centrul Thailandei

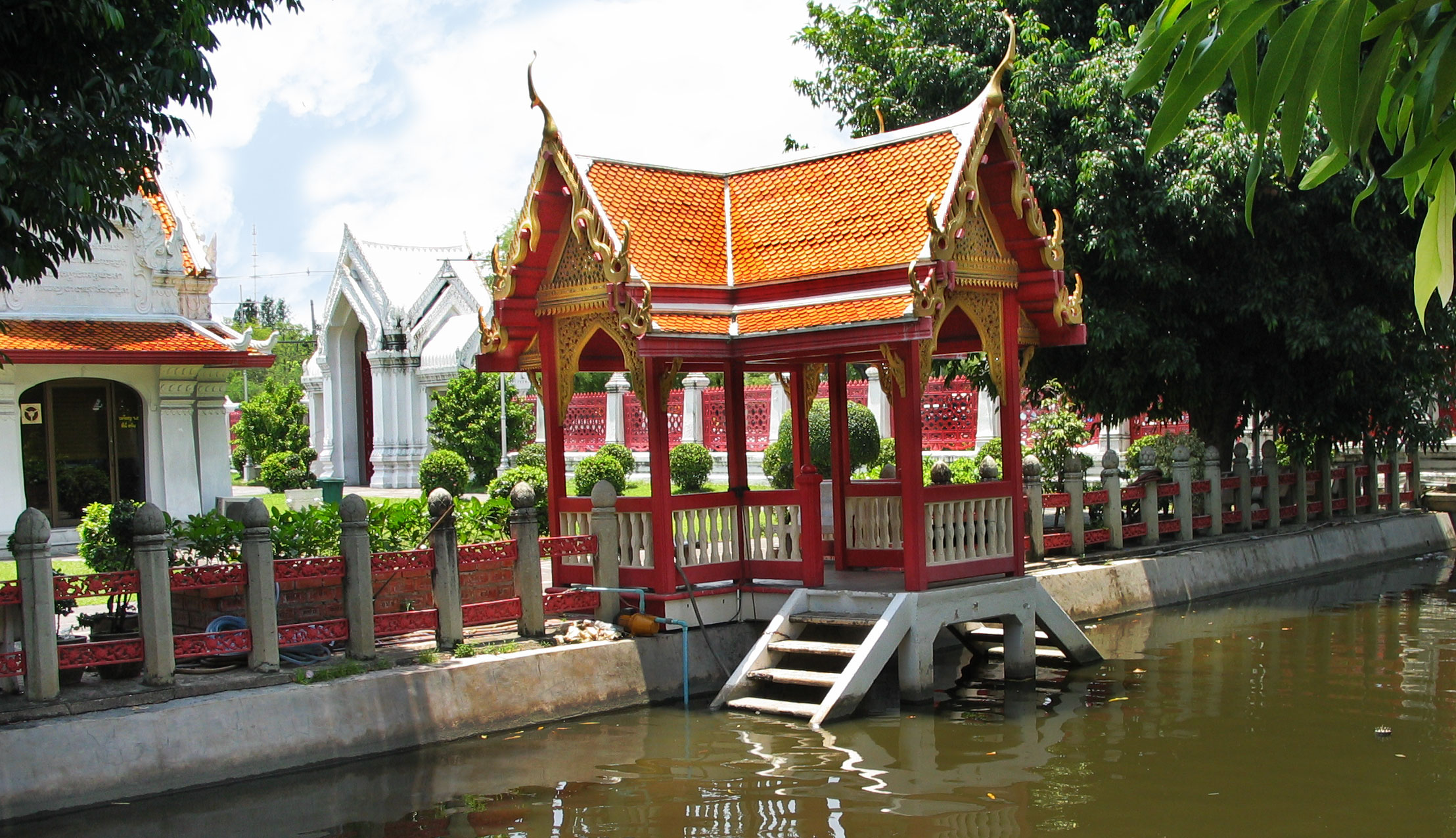
Sala Nam

Lista cu cele mai importate construcții sau monumente din arhitectura Thailandei:
- Bai Sema
- Bot (budist)
- Chedi
- Hor Rakhang
- Hor Trai
- Kampheng Kaeo
- Phra Rabieng
- Prang
- Sala (arhitectură)
- Vihara